# Фугери
Фугерите (на немски: Fugger) са швабска търговска фамилия, която живее след заселването на Ханс Фугер (? – 1408/09) през 1367 г. в свободния имперски град Аугсбург.
Ханс Фугер е тъкач и след това започва да търгува с памук от Италия през 14 век. Той е баща на Андреас Фугер (1394/95 – 1457/58), прародителят на род Фугер „от сърната“ („vom Reh“), също на Якоб Фугер Стари (сл. 1398 – 1469), прародител на Фугер „от Лилията“ („von der Lilie“). След подялбата на фамилното богатство двете фамилии тръгват по различни пътища през 1455 г. Фамилната фирма „vom Reh“ фалира през края на 15 век. Предприятието „Fugger von der Lilie“ достига при Якоб Фугер „Богатия“ и неговия племенник Антон Фугер световнно значение. Името Фугер („von der Lilie“) става в Европа синоним за богатство. Фугер „von der Lilie“ стават от 1511 г. благородници, от средата на 16 век вземат висши църковни и светски служби.

## Линия Фугер от Лилията
Семейство Фугер става знаменито чрез комерсиални и финансови дейности, ставайки финансисти на духовните и светски владетели през 1536 – 1806 г. Якоб Фугер „Богатият“ става най-богатият и значим търговец, минен предприемач и банкер на Европа между 1487 – 1500 г. Той забогатява с търговия със сребро в Тирол и с мед в Унгария. По-късно купува графство Кирхберг и други земи и през 1511 г. е издигнат за граф. Дава кредити на папи и крале. Фугер-Бабенхаузен (1803) и Фуггер фон Гльот (1913) са издигнати на князе. Фамилията Фугер от Лилията финансира някои от най-влиятелните кардинали и папи, крале и императори през XVI - XIX век. 
Въпреки че възходът на този мъж от Германия няма еквивалент, той дава формулата за това какво е необходимо, за да бъде един човек не само богат, но и супер богат. И отговорът е окуражаващ, но същевременно и отрезвяващ. Якоб Фугер не изобретява нищо и не открива нищо. Но той комбинира по нов начин нещо познато и вече доказано – като например двойното счетоводство, като по този начин постига по-голяма добавена стойност. Това му дава възможност да комбинира резултатите от множество операции в един финансов отчет и да съставя годишен баланс, което му позволява да вижда голямата картина на движение на финансите. 
Но освен това финансистът на своето време измисля и обезпечение на кредитите. Той предоставя пари срещу концесии на мини за добив на мед и сребро в Унгария. Така последователно става собственик на големи парцели земя и цели градове, от които прибира данъците. Освен това създава първата международна банкова мрежа, която му дава преимуществото да прави парични трансфери, без да се налага реалното пренасяне на пари и авоари. По този начин Фугер слага край и на таксите по прехвърлянето и най-вече на риска от разбойнически нападения, които по онова време не са рядко явление и правят пренасянето на ценности много опасно. Друга важна съставка за успеха му е неговата способност да изгражда мрежи. Той се е сприятелил с правилните хора и не е имал проблем с това отново да ги напусне или дори остави в беда в подходящото време.
Освен тази безскрупулност той притежава и друго качество – работи като вол. Но той също така знае, че само с работа никога няма да стане богат. Затова Фугер не се колебае да поема крайни рискове в критични моменти. Той спекулира. Понякога това е проблем, но в повечето случаи той печели. Така Фугер натрупва огромно богатство. Според изчисленията на автора на книгата за „най-богатия човек в световната история" Грег Щайнмец в края на живота си Якоб Фугер е имал около 2,1 милиона гулдена. С това той е не само първият документиран милионер, но и оставя всички днешни супербогаташи зад гърба си. Сегашният лидер в класацията на богаташите (към 2016 г.), американецът Бил Гейтс, без съмнение разполага с невъобразимо богатство. Общото състояние на основателя на Microsoft възлиза на около 86 млрд. долара (76 млрд. евро). Това съответства на едва 0,5 на сто от годишния брутен вътрешен продукт на САЩ. Но състоянието на Якоб Фугер би възлязло на около 2 на сто от европейския БВП по онова време. Екстраполирано към днешните стандарти, състоянието на Фугер, който е внук на фермер, би възлязло на невероятните 400 милиарда долара (354 милиарда евро). Близо до тази стойност биха били само Ротшилд, които в своя апогей през 19 век са най-мощното банкерско семейство в света. Според данни на Bloomberg най-богатият германец днес е индустриалецът Георг Шефлер, ръководител на Schaeffler Gruppe и голям акционер в Continental. Но и неговото състояние съставлява едва една 12-ета от състоянието на Фугер. 
Какво позволява на Фугер да стане толкова изключително богат в относително кратък период от време? Германецът е живял във времена на катаклизми. В епохата на Възраждането интелектуалните координати на Европа се разместват бързо. Предварително предопределеният клас на Средновековието, според който всеки гражданин винаги остава гражданин, а един благородник винаги остава благородник, просто вече не важи. Въпреки че не е интелектуалец, Фугер е духовен революционер, който обяснява всичко за възможно. В този аспект германецът наподобява създателя на Apple Стив Джобс, който никога не се примирява с явно неизменими стандарти. Има още един паралел с Джобс. Съоснователят на Apple не е открил нито компютъра, нито дигиталния плеър, нито мобилния телефон. Но всички продукти, които са разработени от неговия концерн, създават екосистема, от която потребителят трудно може да се изкопчи. Това намира отражение в заводите и фабриките на Якоб Фугер, които той е развил в една ориентирана към детайлите високоефективна система. Служителите на заводите, подобно на инженерите на Apple, са били направлявани към върхово изпълнение от своя маниакален шеф, като Фугер се възползва от нови техники и методи. Пример в това отношение е и двустранното счетоводно вписване, което наистина се практикува отдавна в Италия, но на север от Алпите е все още неизвестно.
В допълнение той създава своя собствена служба за новини, един вид предшественик на информационните агенции Ройтерс и Bloomberg, с която важната информация достига до него много по-рано, отколкото до другите търговци. Така Фугер разбира, благодарение на своите куриери, че корабите от Англия не са качили на борда очаквания товар злато. Ето защо той изтегля вече даден на собствениците на корабите заем, което иначе би го разорило.
В края на ХV и началото на ХVІ век финансовото чудо, с което произвище също става известен амбициозният Фугер, натрупва богатството си чрез редкия талант да печели от високорискови инвестиции. Той взема назаем пари, нужни за тези инвестиции, от благородниците. По този начин дръзкият „банкер на кралете“ показва свръхестествената си способност да убеждава кардинали, епископи, херцози да му заемат пари. Германецът не е само посредник или бирник, а инвестиционен мениджър, който винаги е имал последната дума. Въпреки това възходът на Фугер не би бил възможен, ако в политическия пейзаж на Стария свят не се бе състоял истински прелом. По време на неговия живот Хабсбургската империя се превръща в голяма европейска сила. За да финансира този възход, династията има нужда от капитал и оръжия.